# Racosperma eremaeum
Racosperma eremaeum là một loài thực vật có hoa trong họ Đậu. Loài này được (C.R.P. Andrews) Pedley mô tả khoa học đầu tiên năm 2003.